# Mstislav Valerianovič Dobužinskij
Mstislav Valerianovič Dobužinskij (in russo Мстислав Валерианович Добужинский?; Velikij Novgorod, 14 agosto 1875 – New York, 20 novembre 1957) è stato un artista russo, noto del mondo dell'arte russo per le sue opere pittoriche cariche di ironia, con l'introduzione di insegne che introducono l'osservatore nel nuovo mondo del XX secolo, con personaggi caricaturizzati e resi a marionette in mano al tempo storico di cui fanno parte.
Ad esempio ne l'ufficiale dal barbiere, smorfie di città, eccetera. La vita cittadina diventa la protagonista.